# Monaghan
Monaghan (Irsk: Muineachán) er en irsk by i County Monaghan i provinsen Ulster, i den nordlige del af Republikken Irland med en befolkning (inkl. opland) på 6.710 indb i 2006 (5.936 i 2002) 